# Lisa Ryzih
Lisa Ryzih, född den 27 september 1988 i Omsk, Sovjetunionen, är en tysk friidrottare som tävlar i stavhopp. 
Ryzih var tidigt en framgångsrik stavhoppare. Hon vann VM-guld för ungdomar 2003 och för juniorer 2004. Hennes första stora mästerskap som senior var EM i Barcelona 2010 där hon i finalen noterade ett nytt personligt rekord då hon hoppade 4,65 meter. Hoppet räckte till en tredje plats. 

## Personliga rekord
- Stavhopp - 4,65 meter från 2010